# 长安道
《长安道》（英語：Hunt Down）是2019年11月15日在中国大陆上映的犯罪片，改编自海岩的小说《长安盗》，导演是李骏，主演是范伟、宋洋、焦俊艳、陈数。

## 演出
- 范伟 出演 万正纲
- 张宝龙 出演 年轻万正纲
- 宋洋 出演 邵宽城
- 焦俊艳 出演 赵红雨
- 支亭云 出演 儿时赵红雨
- 陈数 出演 林白玉
- 余皑磊 出演 杨锏
- 毛爱宁 出演 保姆小刘
- 沈瑶 出演 鲁艺
- 田征 出演 林涛
- 大力 出演 王叔叔
- 王奕权 出演 老井
- 石凉 出演 李进
- 高果 出演 刘队长
- 齐志 出演 马队长
- 田璐 出演 手哥
- 宣珂 出演 手弟
- 周波 出演 郭德宝
- 张兆辉 出演 玉环买家

## 上映
2019年11月15日，《长安道》在中国大陆上映。
豆瓣评分6.2分。

## 奖项
| 年份 | 奖项                   | 分类       | 提名者 | 是否得奖 | 备注  |
| ---- | ---------------------- | ---------- | ------ | -------- | ----- |
| 2019 | 第十一届澳门国际电影节 | 最佳男主角 | 范伟   | 提名     | [ 3 ] |
| 2019 | 第十一届澳门国际电影节 | 最佳女主角 | 焦俊艳 | 提名     | [ 3 ] |
| 2019 | 第十一届澳门国际电影节 | 最佳女配角 | 陈数   | 獲獎     | [ 3 ] |

## 外部连接
- 豆瓣电影上《长安道》的資料 （简体中文）
- 时光网上《长安道》的資料（简体中文）
- 互联网电影数据库（IMDb）上《长安道》的资料（英文）